# Extreme Championship Wrestling
Extreme Championship Wrestling (ECW, från början Eastern Championship Wrestling) var ett professionellt wrestlingförbund i USA under 1990-talet.
Det som gjorde ECW speciellt var att det var mycket brutalare och mer risktagande än något annat wrestlingförbund hade varit tidigare. ECW skapade många stjärnor genom åren, som till exempel Stone Cold Steve Austin, Rob Van Dam och The Dudley Boyz.
Delvis på grund av att ECW:s ägare, Paul Heyman, var långt ifrån en ekonom, och på grund av att ECW inte kunde hålla takten med det mycket större WWE (World Wrestling Entertainment), blev ECW till slut tvingat att säljas år 2001 till just WWE.
WWE hade då inget intresse av att ha kvar ECW, men under våren 2006 bestämde sig WWE:s styrelseordförande Vince McMahon att låta ECW återuppstå som en filial till WWE.
Under år 2008 ändrades den klassiska ECW-världstiteln till en ny mer lila-liknande titel, titeln hölls från början av Mark Henry. Titeln har hållits av brottarna Mark Henry och Matt Hardy, den är precis som Diva-titeln en ny titel för år 2008. Showen är en lågbudgetshow, de flesta fansen är barn och det visas mellan en och tre (ibland fyra) matcher varje vecka på tisdagar, ofta med ringsegment som MVP:s VIP Lounge. 
ECW tävlar med TNA om bästa veckoröster, de tar toppen enligt många resultat, men måste kämpa för att behålla det. Nuvarande mästare Tommy Dreamer är den enda brottare i nuvarande ECW som vunnit titeln tidigare och dessutom har han varit i ECW från tiden då förbundet bytte namn, tills det blev uppköpt av Vince McMahon. Han återvände på Pay-Per View (One Night Stand 2005) och skrev på kontrakt när förbundet blev till en TV-Show 2006. Han har även vunnit 14 WWE-Hardcore-titlar, 2 ECW-tungviktstitlar, samtliga Tag team-titlar. År 2010 bytte Vince McMahon ut ECW och gjorde en ny show som heter NXT.

## Brottarna
- Christian (Jason Reso) - Nuvarande ECW mästare
- DJ Gabriel (Steven Lewington)
- Ezekiel Jackson
- Gregory Helms (Gregory Helms)
- Josh Mathews (Josh Lomberger) - Kommentator
- Katie Lea Burchill (Katarina Waters)
- Matt Striker (Matthew Kaye) - Kommentator
- Paul Burchill
- Tiffany - Showdirektör
- Tommy Dreamer
- Tony Atlas - Tränare till Mark Henry
- Tony Chimel - Ringannonsör
- Tyson Kidd (Thedore J. Wilson)
- Vladimir Kozlov
- Zack Ryder

## Domare
- Scott Armstrong - Senior Domare
- Mike Posey